# بندقية قاذفة

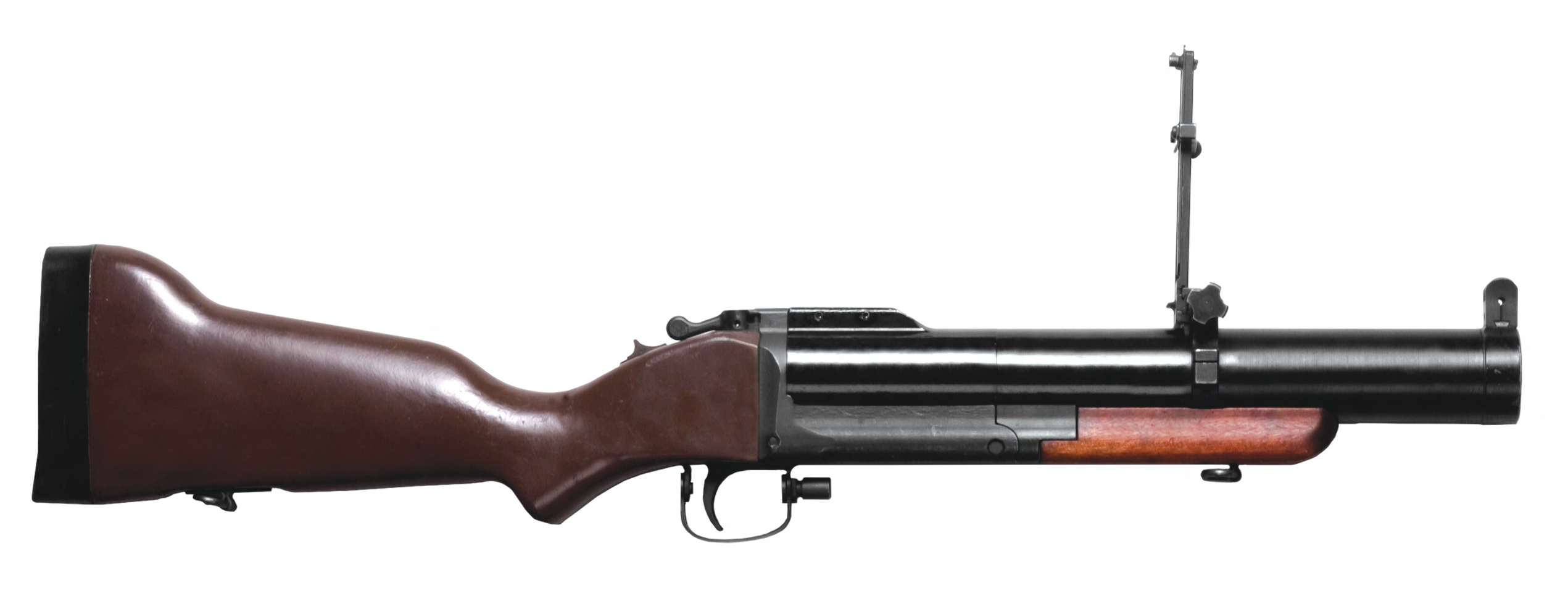
بندقية قاذفة من نوع M79.

البندقية القاذفة  أو قاذف القنابل الصغيرة  هو نوع من أنواع الأسلحة التي تطلق قذائف من نواع خاص ذات عيار كبير والتي غالباً ذات خاصة متفجرة أو دخانية.
في الوقت الحالي يقتصر عادةً استخدام البنادق القاذفة على رمي خراطيش من القنابل اليدوية؛ على الرغم من وجود أنماط متقدمة للقطع العسكرية.